# Aristides Royo
Aristides Royo Sánchez (ur. 14 sierpnia 1940 w La Chorrera) – panamski polityk, prezydent Panamy w latach 1978–1982.
Studiował na Uniwersytecie w Salamance w Hiszpanii. W 1965 powrócił do Panamy. W latach 1973–1974 był ministrem oświaty. W 1978 współzakładał PRD – Rewolucyjną Partię Demokatyczną. Jako prezydent pełnię władzy przejął dopiero po śmierci Omara Torrijosa w 1981. Po zakończeniu kadencji pełnił urząd ambasadora w Hiszpanii (1994-1996) i we Francji (1998-1999).